# Aire naturelle du parcours patrimonial de Ribstone Creek
L'aire naturelle du parcours patrimonial de Ribstone Creek (anglais : Ribstone Creek Heritage Rangeland Natural Area) est une réserve naturelle de l'Alberta située à Wainwright No 61 entre les villages d'Edgerton et de Chauvin. Cette aire protégée de 83,85 km2 a pour but de protéger une plaine sableuse comprenant des tourbières minérotrophes en milieu calcicole et des milieux humides. Il préserve l'habitat de reproduction de nombreux oiseaux dont celui du tétras à queue fine. Il a été créé en 2000 et est administré par le ministère de l'Environnement et des Parcs.